# Ceroplastes iheringi
Ceroplastes iheringi är en insektsart som beskrevs av Cockerell 1895. Ceroplastes iheringi ingår i släktet Ceroplastes och familjen skålsköldlöss. Inga underarter finns listade i Catalogue of Life.